# Warren Feeney
Warren James Feeney (Belfast, Irlanda del Norte, 17 de enero de 1981) es un exfutbolista y entrenador norirlandés. Dirige al Newport County de la Football League Two de Inglaterra.

## Selección nacional
Ha sido internacional con la Selección de fútbol de Irlanda del Norte, ha jugado 46 partidos internacionales y ha anotado 5 goles.

## Clubes

### Como jugador
| Club                | País              | Año       |
| ------------------- | ----------------- | --------- |
| AFC Bournemouth     | Inglaterra        | 2001-2004 |
| Stockport County    | Inglaterra        | 2004-2005 |
| Luton Town          | Inglaterra        | 2005-2007 |
| Cardiff City        | Gales             | 2007      |
| Swansea City        | Gales             | 2007      |
| Cardiff City        | Gales             | 2008      |
| Dundee United       | Escocia           | 2008-2009 |
| Cardiff City        | Gales             | 2009      |
| Sheffield Wednesday | Inglaterra        | 2009      |
| Cardiff City        | Gales             | 2010      |
| Oldham Athletic     | Inglaterra        | 2010-2011 |
| Plymouth Argyle     | Inglaterra        | 2011-2013 |
| Salisbury City FC   | Inglaterra        | 2013-2014 |
| Linfield FC         | Irlanda del Norte | 2014-2015 |

### Como entrenador
| Club              | País              | Año       |
| ----------------- | ----------------- | --------- |
| Linfield          | Irlanda del Norte | 2014-2015 |
| Newport County    | Gales             | 2016      |
| Ards              | Irlanda del Norte | 2019      |
| Pirin Blagoevgrad | Bulgaria          | 2019-2021 |
| Welling United    | Inglaterra        | 2022-2023 |
| Glentoran         | Irlanda del Norte | 2023-     |